# Вивиани, Леонардо
Леона́рдо Себастья́н Вивиа́ни Инохо́са (исп. Leonardo Sebastián Viviani Hinojosa; род. 21 сентября 2007, Кочабамба) — боливийский футболист, нападающий клуба «Аурора».

## Клубная карьера
Вивиани — воспитанник клуба «Боливар». В 2023 года в матче против «Либертад Гран Маморе» он дебютировал в боливийской Примеры.

## Международная карьера
В 2023 году Вивиани в составе юношеской сборной Боливии принял участие в юношеском чемпионате Южной Америки в Эквадоре. На турнире он сыграл в матче против сборной Перу, Венесуэлы и Парагвая.